# Кам'янка (Олевська міська громада)
Ка́м'янка — село в Україні, в Олевській міській територіальній громаді Коростенського району Житомирської області. Населення становить 1 466 осіб (2001).

## Населення
Згідно з переписом УРСР 1989 року чисельність наявного населення села становила 1574 особи, з яких 754 чоловіки та 820 жінок.
За переписом населення України 2001 року в селі мешкала 1441 особа.

### Мова
Розподіл населення за рідною мовою за даними перепису 2001 року:
| Мова       | Відсоток |
| ---------- | -------- |
| українська | 98,84 %  |
| російська  | 1,02 %   |
| білоруська | 0,07 %   |

## Герб
У щиті, двічі скошеному зліва золотим, лазуровим і зеленим, сходить золоте сонце без зображення обличчя з такими ж променями у вигляді колосків, довгих і коротких поперемінно.

## Історія
У 1866 р. в Кам'янці зафіксований водяний млин.
Станом на 1885 рік у колишньому державному селі Олевської волості Овруцького повіту Волинської губернії мешкало 530 осіб, налічувалось 95 дворових господарств, існували каплиця, постоялий будинок, водяний млин.
У 1905 р. було відкрито однокласне сільське училище. У 1906 р. в Кам'янці було 25 дворів, 126 мешканців. У 1911 р. в Довгосіллі було 200 дворів, 1256 мешканців, в Кам'янці було 35 дворів, 225 мешканців.
У 1923 р. в Кам'янці було 173 дворів, 873 мешканців, разом 1631 мешканців.
Під час організованого радянською владою Голодомору 1932—1933 років померло щонайменше 5 жителів села.
В 1939 році села Довгосілля та Кам'янка об'єднанні в одне.
Колишній орган місцевого самоврядування — Кам'янська сільська рада.
11 серпня 2016 року включене до складу новоутвореної Олевської міської територіальної громади Олевського району Житомирської області. Від 19 липня 2020 року, разом з громадою, в складі новоствореного Коростенського району Житомирської області.